# Leptospermum argenteum
Leptospermum argenteum är en myrtenväxtart som beskrevs av Joy Thomps.. Leptospermum argenteum ingår i släktet Leptospermum och familjen myrtenväxter. Inga underarter finns listade i Catalogue of Life.